# Explore2fs
Explore2fs est un logiciel libre qui permet d’accéder aux données présentes sur les systèmes de fichiers Linux ext2/ext3, partitions ou disquettes, depuis une machine exploitée par Windows.
Le logiciel permet aisément la lecture mais la fonction écriture (et modification) est présentée (septembre 2009) comme expérimentale.
Le programme permet ainsi aux utilisateurs de PC utilisés conjointement avec Windows et une distribution Linux (en multiboot) d'explorer depuis Windows l’arborescence Linux et de récupérer des fichiers créés sous Linux pour les lire et les réutiliser sous Windows.